# Salix ceretana
Salix ceretana es una especie de sauce perteneciente a la familia de las salicáceas. Se encuentra en  España.

## Descripción
Es un arbusto erecto, que alcanza un tamaño de 1 m de altura, más alto en lugares protegidos y umbrosos, solo decumbente en los más expuestos, con tallos rastreros, recios, tortuosos, nudosos y gruesos, en su juventud incano-pelosos, pero los adultos pardo-rojizos, glabros y brillantes; madera descortezada lisa. Yemas de los brotes transovado-obtusas, derechas, pardas, pelosas. Hojas 1,5-4 × 1-2 cm, elípticas, oblongo-lanceoladas, rara vez estrechamente lanceoladas, acuminadas u obtusas, atenuadas o redondeadas en la base; enteras o ligeramente denticuladas en el margen; haz y envés con pelos adpresos, seríceos, por el envés con pelosidad más densa, verde claras y brillantes, aunque a pesar de ello la nerviación es perceptible; pecíolo de 0,5 cm, finamente peloso; estípulas de ordinario inexistentes, solo excepcionalmente desarrolladas, estrechas, lanceoladas, caducas. Amentos precoces, terminales, primero sésiles, luego sobre un pedúnculo corto con brácteas foliáceas, los masculinos de hasta 2,5 × 1,5 cm, los femeninos 4(9) × 1,5 cm, muy densos, tomentosos; brácteas florales elípticas o transovadas, más o menos agudas, con pelos densos, largos y rectos, y ápice castaño-negruzco. Flores masculinas con estambres de filamentos libres y glabros, anteras al principio amarillas, luego de color pardo obscuro; flores femeninas con pistilo tomentoso, subsésil, estilo largo, estigmas lineares, curvados, emarginados o divididos.

## Distribución y hábitat
Se encuentra en turberas, prados encharcados, bosques húmedos; a una altitud de 2300-2350 metros en el  Pirineo ceretano, en Francia y Andorra.

## Taxonomía
Salix ceretana fue descrita por (P.Monts.) Chmelař y publicado en Int. Dendrol. Soc. Year Book 1981: 111 (1981)
Etimología
Salix: nombre genérico latino para el sauce, sus ramas y madera.
ceretana: epíteto geográfico que alude a su localización en el Pirineo ceretano.